# 三田市立つつじが丘小学校
三田市立つつじが丘小学校（さんだしりつ つつじがおかしょうがっこう）は、兵庫県三田市つつじが丘南3丁目にある公立小学校。

## 沿革
- 1991年（平成3年） - 三田市立藍小学校から分離し、開校。

## 備考
- 地上三階建ての本校舎と地上二階建ての新校舎、および体育館の三棟で構成されている。
- 毎年、6年が作った卒業記念制作作品が学校内に飾られている。
- かつては児童数1300名を誇っていたが、以降児童数は減少の一途をたどっている。近隣の住宅地「つつじが丘」はすでに入居完了となっており、近年では各学年2クラスほどの規模で推移している。
- 児童数が増えた際に本校舎西寄りに「新校舎」を設置し、児童増加に対応していたが、児童数が減った現在、新校舎は「がっこうはくぶつかん」として使用されている。
- 体操服は、赤色。開校当初から2000年初頭までは、ネイビーブルー。
- ほとんどの生徒は、卒業後は三田市立藍中学校に進学する。

## 通学区域
出典
- 大川瀬区、大谷区、つつじが丘北1丁目、つつじが丘北2丁目、つつじが丘北3丁目、つつじが丘北4丁目、つつじが丘南1丁目、つつじが丘南2丁目、つつじが丘南3丁目、つつじが丘南4丁目、うぐいすの里西、うぐいすの里東、大川瀬グリーンライフ

## 著名な出身者
- 近田怜王 - 元ソフトバンク所属の野球選手。

## 通学区域が隣接している学校
- 三田市立藍小学校
- 丹波篠山市立今田小学校
- 加東市立社学園小中学校
- 加東市立東条学園小中学校
- 三木市立吉川小学校

## アクセス
- 神姫バス「51」系統で、「つつじが丘小学校前」停留所下車後、徒歩3分。
- JR西日本福知山線相野駅から、
  - 徒歩40分。
  - 上述の神姫バスに乗車し7分、「つつじが丘小学校前」停留所下車後、徒歩。